# 工藤雅久
工藤 雅久（くどう がく、11月14日 - ）は、日本の男性声優。大阪府出身。2021年6月23日時点でアクセルワンに所属していた。
初期の芸名は曽我部 雅久（そがべ がく）。

## 出演
太字はメインキャラクター。

### テレビアニメ
2012年
- イクシオン サーガ DT（蕎麦屋店主）

2013年
- 大人女子のアニメタイム
  - 「人生ベストテン」
  - 「夕餉」（夫）

2014年
- 曇天に笑う（警官）
- Persona4 the Golden ANIMATION（男性B）
- ヤマノススメ セカンドシーズン

2015年
- デュラララ!!×2 シリーズ（生徒、議長） - 2シリーズ
- トリアージX（警備員）
- 長門有希ちゃんの消失（テレビ番組出演者）
- やはり俺の青春ラブコメはまちがっている。続（本牧牧人、総武高校副会長）
- 山田くんと7人の魔女（教師）

2016年
- あまんちゅ!（男子A）
- 暗殺教室（A組田中、永井）
- タイムトラベル少女 マリ・ワカと8人の科学者たち（パン屋の主人）

2017年
- DYNAMIC CHORD（加賀真実）
- タイムボカン 逆襲の三悪人（寿王）

2021年
- 裏世界ピクニック（半グレたち）
- 死神坊ちゃんと黒メイド（執事D）

### 劇場アニメ
- 劇場版 黒執事 Book of the Atlantic（2017年）
- 映画 さよなら私のクラマー ファーストタッチ（2021年、チャント）

### OVA
- WILD ADAPTER（2014年、組員）
- ビッグオーダー（2015年、男子生徒B）※コミックス第8巻 オリジナルアニメBD付き限定版

### Webアニメ
- ヘタリア The Beautiful World（2013年、インド）
- ニンジャスレイヤー フロムアニメイシヨン（2015年、レジスタンス、保育士）
- おしりたんてい（2017年、ブーたろう[3]）

### ゲーム
2013年
- 青春はじめました!
- 魔王信長 乱世に萌ゆ（徳川家康）
- 楽園男子（丘野寿）

2014年
- あかやあかしやあやかしの
- あやかしごはん（朔）
- 戦国BASARA4
- Fate/hollow ataraxia
- 放課後colorful＊step〜うんどうぶ!〜

2015年
- あやかしごはん〜おおもりっ!〜（朔）
- あやかしごはん〜おかわりっ!〜（朔、大和）
- DYNAMIC CHORD feat.KYOHSO（加賀真実）
- DYNAMIC CHORD feat.Liar-S（加賀真実）
- 夏色ハイスクル★青春白書 〜転校初日のオレが幼馴染と再会したら(略)（津崎繁幸）
- LOVE QUIZ（ナナシ）

2016年
- SA7 SILENT ABILITY SEVEN（アーサー）
- 彗星のアルナディア（ザボ・ワ）
- DYNAMIC CHORD feat.KYOHSO Append Disc（加賀真実）
- DYNAMIC CHORD feat.Liar-S Append Disc（加賀真実）
- DYNAMIC CHORD feat.Liar-S V edition（加賀真実）
- VIIDOG CODE-ヴィドッグ・コード-（狛乃千尋）
- 雷子-紺碧の章-（燭庸）

2017年
- セレンシアサーガ：ドラゴンネスト（ベガス）

2018年
- したてたて!

2019年
- クリスタル オブ リユニオン（イグニス）

2021年
- 鬼滅の刃 ヒノカミ血風譚

### ドラマCD
- おにいちゃんねる CDコレクション  Vol.2 〜お兄ちゃんと過ごすときめき♡ホワイトデー〜（八澄[14]）
- クラ×ラバ〜マイスターシンガーズの憂鬱〜（客、警備員）
- SA7 ドラマCD -Mission:High school boys?-（アーサー）
- DYNAMIC CHORD Vacation Trip CD series Liar-S（加賀真実）
  - DYNAMIC CHORD vocalCD series 2nd Liar-S（加賀真実[15]）
- ナジュムの星空（部下）
- Photograph Journey〜in Kagawa〜
- Photograph Journey〜in Hokkaido〜
- ボクラノキセキ はじまりのヒカリ（菊池[16]） ※ドラマCD付き単行本

### BLCD
- 鬼が慕うは祟り神[17]
- ギヴン－given－5（ライブハウスのスタッフ[18]）
- 望むべくもない（友人B）
- ブラザー★シャッフル!（生徒2）

### ラジオドラマ
- TBSラジオ エブ★ラジ 夜の連続スマホ小説「悪魔のコーヒー、天使の角砂糖」[19]

### 朗読
- 漱石山房朗読会「若手声優が読む夏目漱石～拝啓、漱石先生～」[20]
- 猫と魚といくつかのおはなし
  - 「猫の事務所」（獅子）
  - 「くらげのお使い」（猿）
  - 「焼かれた魚」（アリの王）
  - 「虹猫の話」（雷様）
  - 「虹猫と木霊」（木霊）
  - 「虹猫の大女退治」（魔法使い）
- 朗読三昧「ショートショート美術館」

### 朗読劇
- agreable「うつろう幻月」（苑田柊太郎）
- 声劇和楽団「姫ものがたり」（かぁ助、石作皇子）
- Hashプロデュース公演
  - vol.1「追憶の銀花」（浅井長政）
  - vol.2「黎明の刃」（阿部正豊）
  - vol.3「贋作・空蝉の恋」（冷泉隆豊）
  - vol.4「雪割の恋文」（徳川家康）
- ふぉーすてーじ
  - 「塔上の奇術師」（小林少年）
  - 「百鬼夜話 103to111」（杉の妖精）
  - 「百鬼夜話 122to131」（犬、猫、熊）
  - 「百鬼夜話 132to139」
  - 「ほんのいくつかのほんの小さな物語」（太宰治、黄泉の使）
  - 「ほんのいくつかのちょっと不思議なほんの小さな物語」（青木、和尚、水神）
- Ranpo Night
  - 2020.08.「モノグラム／指／指環／白昼夢」（田中三良／友人／私）
  - 2020.10.「一人二役／妻に失恋した男／断崖」（男／近所のオカマ／男）

### 吹き替え
- パニッシュメント（シェーン）
- THE 100
- ドリームホーム～模様替え大作戦！～

### 特撮
- ウルトラマンタイガ（2019年、キール星人の声）

### ラジオ
※はインターネット配信。
- アクセル★ワンだぁ!!
- SA7 エージェントRADIO（2016年、音泉※）[21]

### その他コンテンツ
- NHK「2度目のベトナム ～おこづかい3万円で充実旅～」（ボイスオーバー）
- テレビ朝日「トリハダ㊙スクープ映像100科ジテン」（ボイスオーバー)
- テレビ朝日「特捜X実録映像コップ」（ボイスオーバー）
- 関西テレビ「ツカエル!Q極の問題」（ボイスオーバー)
- フジテレビ「フジテレビ ONE TWO NEXT」（番宣ナレーション）
- テレビ東京「世界ぶっとび映像グランプリ ～ちょっと日本では考えられません～」（ボイスオーバー)